# Liste der Kulturdenkmale in Berlin-Falkenberg

Lage von Falkenberg in Berlin

In der Liste der Kulturdenkmale von Falkenberg sind die Kulturdenkmale des Berliner Ortsteils Falkenberg im Bezirk Lichtenberg aufgeführt.

## Denkmalbereiche (Gesamtanlagen)
| Nr.      | Lage                                     | Offizielle Bezeichnung                   | \| Beschreibung                                                                          | Bild |
| -------- | ---------------------------------------- | ---------------------------------------- | ---------------------------------------------------------------------------------------- | ---- |
| 09045371 | Ahrensfelder Chaussee 79/81 (Lage)       | Kath. Kirche St. Konrad von Parzham      | 1938–1940 von Josef Bachem, Bildwerke von Ruth Schaumann, Glasmalerei von Egbert Lammers |      |
| 09045371 | Ahrensfelder Chaussee 79/81 (Lage)       | Kath. Kirche St. Konrad von Parzham      | Schwesternheim, 1946 von Paul Sommerfeldt                                                |      |
| 09045384 | Dorfstraße 31–34 Hausvaterweg 7/9 (Lage) | Landarbeiterwohnhäuser mit Nebengebäuden | 5 Landarbeiterwohnhäuser, um 1890                                                        |      |
| 09045384 | Dorfstraße 31–34 Hausvaterweg 7/9 (Lage) | Landarbeiterwohnhäuser mit Nebengebäuden | 5 Nebengebäude, um 1890                                                                  |      |
| 09045388 | Dorfstraße 39A (Lage)                    | Friedhofskapelle & Friedhof              | Friedhofsanlage, 14. Jh.                                                                 |      |
| 09045388 | Dorfstraße 39A (Lage)                    | Friedhofskapelle & Friedhof              | Friedhofskapelle, um 1895                                                                |      |
| 09045388 | Dorfstraße 39A (Lage)                    | Friedhofskapelle & Friedhof              | Toranlage (Putten), Mitte 18. Jh.                                                        |      |

## Baudenkmale
| Nr.      | Lage                    | Offizielle Bezeichnung | Beschreibung                                 | Bild            |
| -------- | ----------------------- | ---------------------- | -------------------------------------------- | --------------- |
| 09045374 | Dorfstraße 4, 4A (Lage) | Gutsarbeiterhaus       | um 1856                                      |                 |
| 09045380 | Dorfstraße 13 (Lage)    | Hofanlage              | Wohnhaus, um 1875                            | Wohnhaus        |
| 09045380 | Dorfstraße 13 (Lage)    | Hofanlage              | Scheune, um 1900                             |                 |
| 09045380 | Dorfstraße 13 (Lage)    | Hofanlage              | Stall, um 1870                               |                 |
| 09045380 | Dorfstraße 13 (Lage)    | Hofanlage              | Hofpflasterung                               | Bild gesucht BW |
| 09045392 | Dorfstraße 44 (Lage)    | Hofanlage              | Wohnhaus 1866                                |                 |
| 09045392 | Dorfstraße 44 (Lage)    | Teilverlust: Stall     | Teilabriss des Stalls 2009, 2012 Aberkennung | Bild gesucht BW |
| 09045393 | Dorfstraße 46 (Lage)    | Stall                  | 1883                                         |                 |
| 09045397 | Dorfstraße 51 (Lage)    | Wohnhaus und Scheune   | Wohnhaus, um 1880                            |                 |
| 09045397 | Dorfstraße 51 (Lage)    | Wohnhaus und Scheune   | Scheune, um 1880                             | eh. Scheune     |

## Ehemalige Denkmale
| Nr.      | Lage                | Offizielle Bezeichnung                 | Beschreibung                     | Bild                            |
| -------- | ------------------- | -------------------------------------- | -------------------------------- | ------------------------------- |
| 09045372 | Dorfstraße 1 (Lage) | Hofanlage 2015 Denkmalstatus aberkannt | Wohnhaus, um 1850                | Dorfstraße 1, Wohnhaus          |
| 09045372 | Dorfstraße 1 (Lage) | Hofanlage 2015 Denkmalstatus aberkannt | Scheune, um 1900 und Stall, 1856 | Dorfstraße 1, Scheune und Stall |